# Constantin Iakovlev
Pour les articles homonymes, voir Iakovlev.
Constantin Iakovlev, est une personnalité soviétique. Il est né en 1886 et est mort exécuté en 1938.

## Biographie
En avril 1918, il est chargé de transférer la famille impériale à Ekaterinbourg. Selon son propre récit, il se serait opposé à l'arrivée en gare à la foule qui voulait faire un sort aux Romanov. Pendant quelques jours, il est nommé par Trotski commandant du front Samara-Orenbourg, puis commissaire politique. À l'automne 1918, il se rallie au SR de droite, à l'origine de la création d'un comité issu de l'Assemblée constituante et dissous par les bolchéviks. Il se réfugie en 1920 en Chine à Kharbine où il participera sous le nom de Stoianovitch à la constitution du Parti communiste chinois.
Arrêté par les Anglais, il est expulsé en URSS en 1927, où il est condamné à cinq ans de camp dans les îles Solovetski. Rétabli dans ses droits civiques en 1933, il est de nouveau arrêté en 1937 et fusillé l'année suivante.

## Source
- Jean-Jacques Marie, La guerre civile russe - éditions Autrement 2005 (p.56-58 et 251)